# Schwarzes Riesenhörnchen
Das Schwarze Riesenhörnchen (Ratufa bicolor) ist eine Hörnchenart aus der Gattung der Riesenhörnchen (Ratufa). Sie kommt in Süd- und Südostasien vom Süden der Volksrepublik China über Teile Indiens bis auf die südostasiatischen Inseln Indonesiens vor.

## Merkmale
Mit einer Kopf-Rumpf-Länge von 36 bis 43 Zentimetern und einem Gewicht von etwa 1300 bis 2300 Gramm zählt das Schwarze Riesenhörnchen zu den größten Hörnchenarten weltweit. Der Schwanz erreicht eine Länge von 40 bis 51 Zentimetern und ist damit etwas länger als der Restkörper. Der Hinterfuß wird 84 bis 91 Millimeter lang, das Ohr erreicht eine Länge von 30 bis 38 Millimetern. Die Färbung der Tiere ist sehr variabel und kann regional sehr unterschiedlich sein. Das Rückenfell, der Kopf und der Schwanz sind in der Regel vollständig schwarz gefärbt, nur die Nase und die Schnauze sind weiß und die Tiere besitzen einen sandfarbenen Augenring. Die Bauchseite ist ebenfalls sandfarben bis rostig gelb.
| 1 | · | 0 | · | 1 | · | 3 | = 20 |

Der Schädel hat eine Gesamtlänge von 71 bis 77 Millimetern. Wie alle Arten der Gattung besitzt die Art im Oberkiefer pro Hälfte einen zu einem Nagezahn ausgebildeten Schneidezahn (Incisivus), dem eine Zahnlücke (Diastema) folgt. Hierauf folgen ein Prämolar und drei Molare. Die Zähne im Unterkiefer entsprechen denen im Oberkiefer. Insgesamt verfügen die Tiere damit über ein Gebiss aus 20 Zähnen.

## Verbreitung

Verbreitungsgebiet (rot) des Schwarzen Riesenhörnchens nach Angaben des IUCN

Das Schwarze Riesenhörnchen kommt in Süd- und Südostasien vom Süden der Volksrepublik China über Teile Indiens bis auf die südostasiatischen Inseln Indonesiens vor. In China kommt die Art als Unterart R. b. gigantea im Süden der Provinzen Yunnan und Guanxi sowie als Unterart R. b. hainana  auf der Insel Hainan vor. Von hier reicht das Verbreitungsgebiet nach Süden in die indischen Bundesstaaten Assam, Arunachal Pradesh, Meghalaya, Nagaland und Westbengalen und den Osten Nepals, Bhutan und Bangladesch hinein. In Südostasien reicht es über Myanmar, Thailand, Laos, Kambodscha, Vietnam und die malaiische Halbinsel bis auf die indonesischen Inseln Sumatra, Java, Bali, Panaitan, Belitung und den Mentawai-Inseln.
Die Höhenverbreitung liegt bei 500 bis 2500 Metern.

## Lebensweise
Das Schwarze Riesenhörnchen ist wie alle Arten der Gattung weitgehend baumlebend (arboricol) und lebt in den tropischen Regenwäldern und trockenen Bergwäldern des Verbreitungsgebietes. Es ist tagaktiv und ein guter Kletterer, auch kann es weite Sprünge von mehr als sechs Metern vollführen. In der Regel bewegt sich die Art pirschend mit hängendem Schwanz über die Äste. Den Boden meidet es in der Regel und klettert nur dann von den Bäumen herab, wenn es ein anderes Hörnchen vertreibt, oder wenn die Männchen in der Paarungszeit ein Weibchen verfolgen. Gelegentlich nimmt das Schwarze Riesenhörnchen jedoch auch Nahrung am Boden auf. Die meiste Zeit leben die Tiere als Einzelgänger oder in Paaren, sie nutzen Baumhöhlen als Verstecke. Die Nahrung besteht aus Früchten, Nüssen, verschiedene Baum- und Gebüschrinden, sowie Insekten und Vogeleiern. Vor allem auf der malaiischen Halbinsel steht die Art dabei in Konkurrenz mit zahlreichen anderen baumlebenden Säugern und Vögeln, die sich ebenfalls von Früchten ernähren.
Zur Fortpflanzungszeit bauen die Tiere große Nester aus Blättern, Ästen und Zweigen. Die Weibchen bringen in den Nestern die Jungtiere zur Welt, wobei ein Wurf aus einem bis drei Jungtieren besteht. Die Tragzeit beträgt 28 bis 35 Tage und die Weibchen können sich bis zu zwei Mal im Jahr fortpflanzen, je einmal im Frühjahr und im Herbst.

## Systematik
Das Schwarze Riesenhörnchen wird als eigenständige Art innerhalb der Gattung der Riesenhörnchen (Ratufa) eingeordnet, die aus vier Arten besteht. Die wissenschaftliche Erstbeschreibung stammt von Anders Sparrman  aus dem Jahr 1778, der ein Individuum aus der Umgebung von Anyer im Westen der Insel Java beschrieb.
Wahrscheinlich bildet die Art einen Komplex mehrerer nahe verwandter Arten, wobei die genaue Artaufspaltung und Taxonomie in der Diskussion und Forschung ist. Innerhalb der Art werden neben der Nominatform mehrere weitere Unterarten unterschieden, die wiederum zahlreiche Synonyme aufweisen:

| Unterart          | Erstbeschreiber             | Synonyme                                                                          |
| ----------------- | --------------------------- | --------------------------------------------------------------------------------- |
| R. b. bicolor     | Sparrman (1778)             | albiceps, baliensis, humeralis, javensis, leschnaultii, major, sondaica           |
| R. b. condorensis | Kloss (1920)                | -                                                                                 |
| R. b. felli       | Thomas and Wroughton (1916) | -                                                                                 |
| R. b. gigantea    | McClelland (1839)           | lutrina, macruroides                                                              |
| R. b. hainana     | J. A. Allen (1906)          | stigmosa                                                                          |
| R. b. leucogenys  | Kloss (1916)                | sinus                                                                             |
| R. b. melanopepla | Miller (1900)               | anambae, angusticeps, dicolorata, fretensis, penangensis, peninsulae, tiomanensis |
| R. b. palliata    | Miller (1902)               | batuana, laenata                                                                  |
| R. b. phaeopepla  | Miller (1913)               | celaenopepla, marana                                                              |
| R. b. smithi      | Robinson and Kloss (1922)   | -                                                                                 |

Nach Torrington et al. 2012 wird R. b. angusticeps als eigenständige Unterart betrachtet und nicht mit R. b. melanopepla synonymisiert.

## Status, Bedrohung und Schutz

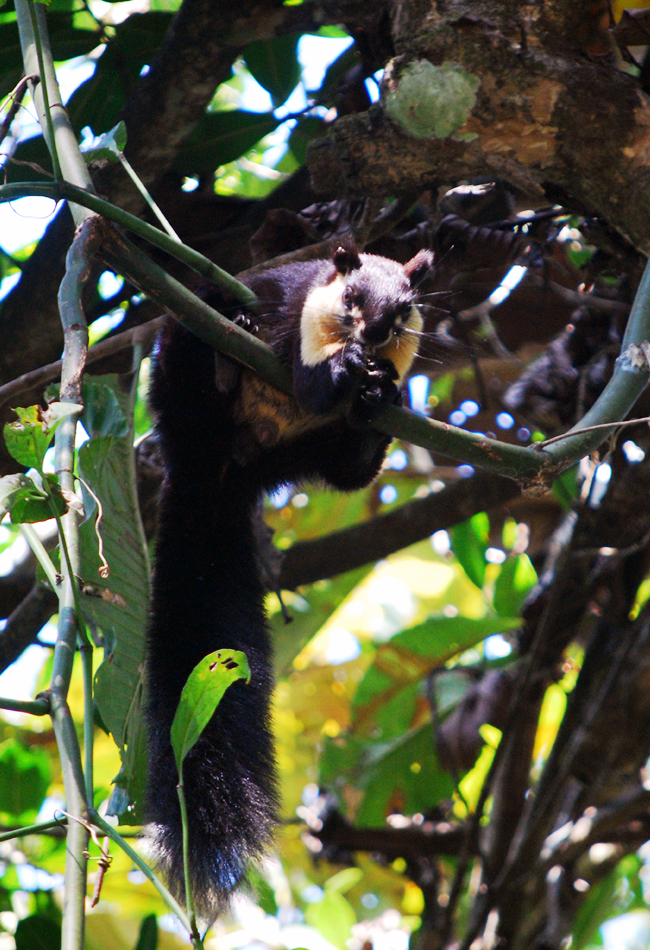
Schwarzes Riesenhörnchen im Manas-Nationalpark (Assam)

Der Bestand der Schwarzen Riesenhörnchen in Süd- und Südostasien ist deutlich abnehmend, wobei der Grad der Bestandsabnahme nicht bekannt ist. In Laos, Thailand und Vietnam kommt die Art regelmäßig vor, vor allem in Regionen, in denen die Jagd reguliert und kontrolliert wird. In fragmentierten Bereichen verschwindet sie dagegen rasch. Vor allem in Laos ist der Rückgang so hoch, dass die Art in vielen Bereichen, in denen sie früher vorkam, in aktuellen Aufnahmen nicht mehr nachgewiesen werden kann und entsprechend selten ist. In Kambodscha ist sie noch immer häufig, in Malaysia wird sie dagegen seltener gefunden. Vor allem auf Java sind die Bestände stark rückläufig und die Art kommt nur noch in abgelegenen Regionen in Restwäldern vor, wobei die Populationen mit dem Lebensraumverlust durch Abholzung weiter abnehmen.
Zu den Hauptbedrohungen für das Schwarze Riesenhörnchen gehört der Lebensraumverlust durch die Umwandlung von Waldgebieten in landwirtschaftliche Flächen, Abholzungen und forstlicher Holzeinschlag, Waldbrände sowie die Ausweitung menschlicher Besiedlungen. Hinzu kommt die Jagd auf die Tiere als Fleischlieferanten in weiten Teilen des Verbreitungsgebietes. Dies trifft für China, Laos, Vietnam und Thailand zu. In Vientiane gehörte das Tier früher zu den am häufigsten angebotenen Säugetieren zur Frischfleischversorgung auf dem Markt. Für Kambodscha wird eine Zunahme der Bejagung angenommen, da durch Überjagung größerer Säugetiere nun auf kleinere ausgewichen wird. Auf Java ist die Jagd verboten, allerdings gehen hier die Bestände durch Lebensraumverlust zurück.
Das Schwarze Riesenhörnchen wird von der International Union for Conservation of Nature and Natural Resources (IUCN) als potenziell gefährdet (Near Threatened) eingeordnet. Als Begründung dient der deutliche Rückgang der Bestände durch Überjagung sowie durch den sehr starken Lebensraumverlust der Art im größten Teil seines Verbreitungsgebietes. In China sind die Tiere als bedroht eingestuft und geschützt. Innerhalb des Verbreitungsgebietes kommt die Art in mehreren Naturschutzgebieten vor, außerdem unterliegt sie dem Artenschutz entsprechend dem Washingtoner Artenschutzübereinkommen, bei dem sie im Anhang II als schutzbedürftige Art gelistet ist.

## Belege
1. 1 2 3 4 5 6 7  Robert S. Hoffmann, Andrew T. Smith: Black Giant Squirrel. In: Andrew T. Smith, Yan Xie: A Guide to the Mammals of China. Princeton University Press, Princeton NJ 2008, ISBN 978-0-691-09984-2, S. 173.
2. ↑  Robert S. Hoffmann, Andrew T. Smith: Ratufa. In: Andrew T. Smith, Yan Xie: A Guide to the Mammals of China. Princeton University Press, Princeton NJ 2008, ISBN 978-0-691-09984-2, S. 173.
3. 1 2 3 4 5 6 7 8 9 10 11 12  Ratufa bicolor in der Roten Liste gefährdeter Arten der IUCN 2013.2. Eingestellt von: J. Walston, J.W. Duckworth, S. Molur, 2008. Abgerufen am 7. Februar 2014.
4. 1 2  Richard W. Thorington Jr., John L. Koprowski, Michael A. Steele: Squirrels of the World. Johns Hopkins University Press, Baltimore MD 2012, ISBN 978-1-4214-0469-1, S. 25–26.
5. 1 2 3  Ratufa bicolor In: Don E. Wilson, DeeAnn M. Reeder (Hrsg.): Mammal Species of the World. A taxonomic and geographic Reference. 2 Bände. 3. Auflage. Johns Hopkins University Press, Baltimore MD 2005, ISBN 0-8018-8221-4.